# Jaltenco
Jaltenco (Xaltenco in lingua nahuatl) è uno dei 125 comuni dello Stato del Messico e il nome del suo centro amministrativo. Parte della Zona Metropolitana di Città del Messico, confina a nord con il comune di Zumpango, ad ovest con Nextlalpan, a sud con Ecatepec de Morelos e ad est con Nextlalpan. Il territorio del comune si trova a un'altitudine tra i 2.100 e i 2.260 m s.l.m., la popolazione è di 26.328 abitanti.
La città di San Andrés Jaltenco si trova a 2.300 m s.l.m.; ha una popolazione di 26,359 abitanti.

## Toponomastica

Jaltenco.

Il comune prende il nome dalla parola nahuatl Xāltēnco, che è formata da tre parole: Xal-li, che è il nome da sabbia, tēn-tli, che significa "riva",  e -co , che identifica un luogo; il nome significa quindi "luogo sul bordo della sabbia".

Chiesa a San Andrea Jaltenco.